# Kett Turton
Birkett Kealy "Kett" Turton (nascido em 4 de abril de 1982) é um ator canadense nascido nos Estados Unidos, conhecido por interpretar Vaughn Parrish na Série de TV Dead Last (Além da Morte). Turton também atuou no filmes Saved!, Blade: Trinity, Firewall e Wrath of the Titans, e fez participações nas séries Millennium, The X Files, The Net, Honey, I Shrunk the Kids: The TV Show, Smallville, Dark Angel, The Dead Zone, Dead Like Me, 24, Supernatural, Fringe, Gotham, The Flash, Blue Bloods, Jessica Jones, iZombie e The Magicians.

## Filmografia

### Cinema
| Ano  | Título                   | Papel             | Notas          |
| ---- | ------------------------ | ----------------- | -------------- |
| 1999 | Rollercoaster            | Darrin            |                |
| 1999 | H-E Double Hockey Sticks | Skid              |                |
| 2000 | Ricky 6                  | Greg              |                |
| 2001 | Gypsy 83                 | Clive Webb        |                |
| 2002 | The Water Game           | Gavin             |                |
| 2003 | Heart of America         | Daniel Lyne       |                |
| 2003 | Coming Down the Mountain | Joe               | Curta-metragem |
| 2003 | Falling Angels           | Tom               |                |
| 2004 | Saved!                   | Mitch             |                |
| 2004 | Walking Tall             | Kenner            |                |
| 2004 | My Old Man               | Young Hank        | Curta-metragem |
| 2004 | Show Me                  | Jackson           |                |
| 2004 | Blade: Trinity           | Dingo             |                |
| 2005 | A Simple Curve           | Buck              |                |
| 2006 | Firewall                 | Vel               |                |
| 2012 | Wrath of the Titans      | Elite Guard No. 2 |                |
| 2015 | Eadweard                 | Rondinella        |                |
| 2016 | Wiener-Dog               | Director          |                |
| 2016 | Curmudgeons              | Brant             | Curta-metragem |
| 2016 | Our Time                 | Gabe              |                |
| 2017 | Cut Shoot Kill           | Jason             |                |
| 2018 | O.I.                     | Chris             | Curta-metragem |
| 2018 | 20 Minutes to Life       | Officer Annesley  | Curta-metragem |
| 2018 | Corporate Monster        | Robert Turner     |                |

### Televisão
| Ano       | Título                                | Papel                      | Notas                                              |
| --------- | ------------------------------------- | -------------------------- | -------------------------------------------------- |
| 1997      | Millennium                            | Ghost Storyteller          | Episódio: "The Curse of Frank Black"               |
| 1998      | Dead Man's Gun                        | 'Little Boy' Dawkins       | Episódio: "The Photographer"                       |
| 1998      | The X Files                           | Brit (não creditado)       | Episódio: "The Pine Bluff Variant"                 |
| 1998      | Da Vinci's Inquest                    | Nate Gillis                | Episódio: "Gabriel"                                |
| 1998      | Beauty                                | Sean                       | Telefilme                                          |
| 1999      | Our Guys: Outrage at Glen Ridge       | John                       | Telefilme                                          |
| 1999      | The Net                               | Kiss Shirt                 | Episódio: "Chem Lab"                               |
| 1999      | First Wave                            | Normal, Illinois           | Episódio: "Robbie Harlock"                         |
| 2000      | Secret Cutting                        | Craig Crosetto             | Telefilme                                          |
| 2000      | Deadlocked                            | Ellis Moseley              | Telefilme                                          |
| 2000      | Cold Squad                            | Young Daniel               | Episódio: "Life After Death"                       |
| 2000      | So Weird                              | Pete                       | Episódio: "Vampire"                                |
| 2000      | Higher Ground                         | David Ruxton               | 3 episódios                                        |
| 2001      | Dead Last                             | Vaughn Parrish             | 13 episódios                                       |
| 2001      | Mentors                               | Reggie                     | Episódio: "Nothing to Fear"                        |
| 2001      | SK8                                   | Kevin                      | Episódio: "All Skate"                              |
| 2001      | Honey, I Shrunk the Kids: The TV Show | Manny                      | Episódio: "Honey, I'm Going to Teach You a Lesson" |
| 2001      | Strange Frequency                     | Toby                       | Episódio: "More Than a Feeling"                    |
| 2002      | Smallville                            | Jeff Palmer                | Episódio: "Shimmer"                                |
| 2002      | Dark Angel                            | Jonathan                   | Episódio: "Love in Vein"                           |
| 2002      | The Dead Zone                         | Goth Guy                   | Episódio: "Unreasonable Doubt"                     |
| 2003      | Dead Like Me                          | Rich Guggenheim            | Episódio: "Sunday Mornings"                        |
| 2003      | 24                                    | Tim                        | 2 episódios                                        |
| 2004      | Kingdom Hospital                      | Paul/Antubis               | 13 episódios                                       |
| 2005      | Ladies Night                          | Zack Kirkland / Pavalek    | Telefilme                                          |
| 2005      | Godiva's                              | Eddie                      | Episódio: "Fast and Loose"                         |
| 2005-2017 | Supernatural                          | Max Jaffe / Alton Morehead | Episódios: "Phantom Traveler" e "The Raid"         |
| 2012      | Fringe                                | Briggs                     | Episódio: "The Human Kind"                         |
| 2014      | Gotham                                | Benny                      | Episódio: "Viper"                                  |
| 2015      | The Flash                             | Eddie Slick / Sand Demon   | Episódio: "Flash of Two Worlds"                    |
| 2015      | Blue Bloods                           | Lukas Gorski               | Episódio: "Payback"                                |
| 2015      | Deadbeat                              | Dark Suit #2               | Episódio: "Good Will Haunting"                     |
| 2015      | Jessica Jones                         | Holden                     | Episódio: "AKA It's Called Whiskey"                |
| 2016      | Motive                                | Dr. Henry Price            | Episódio: "The Scorpion and the Frog"              |
| 2017-2019 | iZombie                               | Vampire Steve              | 9 episódios                                        |
| 2018      | The Magicians                         | Vince                      | Episódio: "Poached Eggs"                           |
| 2018      | You Me Her                            | Tucker                     | Episódio: "Tourist Lesbians and Millennial Twats"  |

## Teatro
- 2009 – Molière, or The League of Hypocrites (Finborough Theatre)